# Жебелёва, Олимпиада Григорьевна
Олимпиада Григорьевна Жебелёва (1807, Санкт-Петербург, Российская империя — 28 ноября 1853) — российская пианистка и актриса. Дочь актёра Григория Жебелева.

## Биография
Ученица популярного в Петербурге 1820-х гг. фортепианного педагога Н. И. Морейского. Была воспитана в основном на творчестве немецких композиторов, обладала замечательной техникой, хорошо играла с листа. Дебютировала на концертной сцене в 1823 г., получив высокую оценку музыкальной критики, оценившей исполнение Жебелёвой фортепианного концерта си минор И. Н. Гуммеля как весьма искусное.
Наиболее известна как первая учительница музыки композитора Александра Серова, приглашённая к 8-летнему Александру по рекомендации одного из участников музыкальных вечеров в доме Серовых, и занимавшаяся с ним на протяжении семи лет. Оказала важное влияние на его музыкальное становление; преподавала Жебелёва, по словам В. В. Стасова, с юных лет «солидно и необыкновенно тщательно», уделяя много внимания совместной игре в четыре руки. Серов посвятил своей наставнице фортепианный ноктюрн, а впоследствии вспоминал: «Это труженица, искренно любящая своё искусство; не владея современной пустой виртуозностью, она глубоко внедрила в меня любовь к музыкальной литературе». Также композитор подарил Олимпиаде Григорьевне свои акварели, с дарственной надписью на обороте: «Милостивой Государыне Олимпиаде Григорьевне Жебелевой подносит сию картину трудов своих с чувством благодарности и искреннейшего уважения ученик ее в Музыке Александр Серов. 25 декабря 1837 года».